# مواسير باربوزا
مواسير باربوزا (بالبرتغالية: Moacyr Barbosa‏) ولد في 27 مارس 1921، هو حارس مرمى برازيلي، شارك مع منتخب البرازيل في نسختي كأس العالم 1938 و1950.

## حياته
عاش باربوزا حياة صعبة في فترة ما بعد كأس العالم لكرة القدم 1950، أما السبب فكان حضور 200000 متفرج في ملعب ماراكانا في نهائي بطولة 1950 بين البرازيل والأوروغواي، تلك البطولة التي لم يفرح بها المنتخب البرازلي لأكثر من 7 سنوات. كانت نظام البطولة حينها بالمجموعات وكان البرازليون يحتاجون الفوز أو التعادل ليحسموا اللقب. مر الوقت وتقدمت البرازيل بهدف، وكان صوت 200000 متفرج بالكاد مرعبا. ثم مرت الدقائق سريعا، وواصل باربوزا صد كرات لاعبي الأوروغواي إلى أن سجل خوان ألبرتو سيغافينو التعادل. الفرحة لم تختفي عن البرازيليين فاللقب مازال لصالحهم، الوقت يمضي لكن ما أسكت هتاف 200000 كان هدف ساذج تسبب به باربوزا!
انتهى اللقاء وانتهى معه باربوزا! حيث أصبح الحارس البرازيلي عدو كل محب ومشجع للمنتخب البرازيلي. لم ينهي باربوزا مسيرته بل واصلها مع أحد الأندية المتواضعة إلى أن اعتزل. هذا وقد طلب الإتحاد الدولي لكرة القدم من إدارة ملعب ماراكانا تغيير عوارض المرمى من خشبية إلى حديدية وطلب باربوزا من إدارة الملعب تسليمه العوارض الخشبية ليحرقها آملا أن تحترق معها الذكريات المؤلمة.

## وفاته
توفي باربوزا في 8 أبريل سنة 2000 عن عمر يناهز 79 سنة بسبب نوبة قلبية بعدما كان قد لعب للعديد من الأندية ولعل أبرزها نادي فاسكو دا غاما في الفترة ما بين 1945 و1955 ثم عاد ليلعب معه بعد ثلاث سنوات من الإعارة وذلك سنة 1958 إلى 1960.

## الألقاب
| السنة                         | البطولة                       | النادي (المنتخب)   | النتيجة       |
| ----------------------------- | ----------------------------- | ------------------ | ------------- |
| 1950                          | كأس العالم لكرة القدم         | البرازيل           | خسارة النهائي |
| 1949                          | كأس أمريكا الجنوبية           | البرازيل           | فوز           |
| 1945                          | كأس روكا                      | البرازيل           | فوز           |
| 1947 1950                     | كأس الريو برانكو              | نادي فاسكو دا غاما | فوز           |
| 1958                          | دورة ريو - ساو باولو          | نادي فاسكو دا غاما | خسارة النهائي |
| 1945 1947 1949 1950 1952 1958 | بطولة ريو للشباب              | نادي فاسكو دا غاما | فوز           |
| 1948                          | بطولة أمريكا الجنوبية للنوادي | نادي فاسكو دا غاما | فوز           |

## روابط خارجية
- مواسير باربوزا على موقع الاتحاد الدولي (مؤرشف)  (الإنجليزية)
- مواسير باربوزا على موقع ناشيونال فوتبول تيمز (الإنجليزية)
- مواسير باربوزا على موقع Soccerway.com (الإنجليزية)